# Eresing
Eresing je obec v německé spolkové zemi Bavorsko, v zemském okrese Landsberg am Lech ve vládním obvodu Horní Bavorsko.
Žije zde přibližně 2 000 obyvatel.

## Poloha
Sousední obce jsou: Geltendorf, Greifenberg, Türkenfeld, Windach a Weil.